# Coelorinchus caribbaeus
Coelorinchus caribbaeus es una especie de pez de la familia Macrouridae en el orden de los Gadiformes.

## Morfología
• Los machos pueden llegar alcanzar los 45 cm de longitud total.

## Hábitat
Es un pez de aguas profundas que vive entre 200-700 m de profundidad y que normalmente lo hace entre 300 a 400.

## Distribución geográfica
Se encuentra desde el cabo Hatteras (Estados Unidos) hasta el norte del Brasil.